# Durchbruchwagen
Durchbruchwagen (DW) – zamówiony przez Wehrmacht w 1937 roku czołg ciężki. Pojazd miał być silnie opancerzony i służyć do przełamywania umocnionych pozycji obronnych. Po opracowaniu projektu czołgu DW 1 nie rozpoczęto budowy prototypu, ale konstrukcja była dalej rozwijana. W 1940 roku zbudowano podwozie czołgu DW 2. Z dalszego rozwoju tego czołgu zrezygnowano, jednak zdobyte doświadczenie wykorzystano podczas projektowania m.in. PzKpfw VI Tiger .